# 대한민국 민법 제355조
대한민국 민법 제355조는 준용규정에 대한 민법총칙 조문이다.

## 조문
제355조(준용규정) 권리질권에는 본절의 규정외에 동산질권에 관한 규정을 준용한다.

第355條(準用規定) 權利質權에는 本節의 規定外에 動産質權에 關한 規定을 準用한다.

## 참고 문헌
- 오현수, 일본민법, 진원사, 2014. ISBN 978-89-6346-345-2
- 오세경, 대법전, 법전출판사, 2014 ISBN 978-89-262-1027-7
- 이준현, LOGOS 민법 조문판례집, 미래가치, 2015. ISBN 979-1-155-02086-9